# Тасманийский бандикут
Тасмани́йский бандику́т, или полоса́тый су́мчатый барсу́к Га́нна (Perameles gunnii) — вид из рода длинноносых бандикутов семейства бандикутовые. Видовое название дано в честь австралийского ботаника и политика Рональда Кэмпбелла Ганна (1808—1881). Эндемик Австралии.

## Распространение
Эндемик юго-восточной Австралии. Обитает на большей части острова Тасмания, а также в некоторых районах штата Виктория, куда вид был повторно интродуцирован после полного вымирания. В прошлом повсеместно встречался от Мельбурна до юго-восточной части штата Южная Австралия. В настоящее время вид не встречается в Южной Австралии. В Тасмании тасманийский бандикут обитает преимущественно в северной и восточной части острова на высоте до 950 м.
Естественная среда обитания — открытые луга, пастбища и лесистые местности, покрытые высокой густой травой и кустарниками. Обитают преимущественно вблизи источников воды.

## Внешний вид
Средний вес взрослой особи — около 640 г. Длина тела с головой — около 340 мм, хвоста — около 100 мм. Морда удлинённая, заострённая с розовым носом. Уши большие, заострённые. Волосяной покров на спине серовато-коричневый, мягкий, на брюхе — кремово-белый. На крестце проходят тёмные поперечные полосы. Хвост белый, хватательный.

## Образ жизни
Ведут наземный, одиночный образ жизни. Гнёзда устраивают на земле под кустами. Активность приходится на ночь. Питаются насекомыми, ящерицами, мелкими позвоночными, иногда растениями.

## Размножение
Сумка развита хорошо. Открывается назад. Потомство, как правило, появляется в период с конца мая по декабрь. В потомстве от одного до трёх детёнышей. Детёныши остаются при матери в её сумке в течение около 55 дней. Половая зрелость у самок наступает на третий месяц жизни. Максимальная продолжительность жизни в неволе — 6,1 лет.